# لويس فرانز أغيري
لويس فرانز أغيري هو ملحن كوبي، ولد في 1968.